# ブライアニ・コールズ
ブライアニ・ジェーン・コールズ（Bryony Jean Coles, 1946年8月12日 -） FBA, FSAは先史考古学者、研究者。現在北海の水面下にあるドッガーランドの作業研究で最もよく知られる。

## 若年期と学歴
コールズは1946年8月12日にジョン・サミュエル・オームCB OBEとジェーン・エスター・オーム（旧姓ハリス）の間に生まれた。彼女はブリストル大学で学んだ後、ロンドン考古学研究所で大学院の学位を、ユニヴァーシティ・カレッジ・ロンドンで修士号を取得した。

## 学術的な経歴
1972年、コールズはエクセター大学で先史考古学の講師になった。彼女は1996年に戦士考古学の教授に昇進し、2008年の引退時に名誉教授に任命された。ドッガーランドでの作業研究は1990年代に始められた 。1998年、コールズは北海の南にある広い砂堆ドッガーバンクにちなみドッガーランドと命名した。1998年、コールズはドッガーランドの仮想地図を作成した。
ドッガーランドに関する調査だけではなく、コールズは湿地考古学とりわけサマセット低地における広範な研究を夫のジョン・コールズと共に行なってきた。サマセット低地プロジェクト（Somerset Levels Project）と共同して行われた彼らの研究は、湿地に焦点をあてた新たな考古学の部門を確立し、1998年彼らは学問大きく貢献した最高の考古学プロジェクトに与えられるインペリアル・ケミカル・インダストリーズ賞を受賞した。コールズは、サマセット低地で発見された保存木に残された、当初人間によるものと想定されていた一連の特徴的な痕跡がビーバーによるものだったと初めて判明した後、ヨーロッパビーバーの研究も始めた。コールズはおよそ5年間ブルターニュでのビーバーの活動を精密に記録することにより、彼らが環境内において残す形跡を確認する方法と、将来考古学的遺跡におけるビーバーと人間の活動を区別する方法を習得した
。

## 私生活
コールズはジョン・コールズと1985年から彼が亡くなる2020年まで結婚した。彼らは1998年にジョン・アンド・ブライアニ・コールズ奨学金（The John and Bryony Coles Bursary）を設立した。この奨学金は先史考古学を学び研究するために自国以外へ行く学生を支援するために創設された。

## 表彰
1975年、コールズはロンドン考古協会フェロー（FSA）に選出された 。2007年、彼女は人文社会学の国立アカデミーであるイギリス学士院フェロー（FBA）に選出された。